# Карта соли и звезда

Карта соли и звезда (енгл. The Map of Salt and Stars) је роман чији је аутора Зејна Џухадара, (енгл. Zeyn Joukhadar) објављен 2018. године у издању куће Touchstone. Српско издање је објавила издавачка кућа Лагуна из Београда 2019. године у преводу Дубравке Срећковић Дивковић.

## Радња књиге
Књига почиње са дешавањима у лето 2011. године. Нурин отац је преминуо и њена мајка одлучује да она и њене ћерке напусте Њујорк и придруже се својој породици у Сирији. Нур ипак проналази начин да заувек остане са својим оцем: под смоквом у њиховој башти у Хомсу она шапуће њихову омиљену причу и нада се да ће она стићи до места где је отац сахрањен. Прича коју непрестано понавља јесте прича о Равији, девојчици из 12. века која преодевена у дечака постаје ученик најпознатијег средњовековног картографа Ел Идрисија. Недуго после тога збија рат у Сирији и Хомс је бомбардован. Нур и њена породица суочавају су са избором: да остану у свом дому изложени насиљу или да побегну преко седам земаља Блиског истока и Северне Африке, оних истих земаља које су исцртали деветсто година раније картографи којима се Нур толико диви. Крећу на тај пут и Нур ће на том путу, у чудесној причи о Равији, пронаћи снагу и храброст и схватити шта значи дом.
Књига представља мистичну везу између мапа, људи и знања и она је централна тема овог романа. Књига доноси двоструку причу о путовању и изгнанству која се креће између савремене ратом разорене Сирије и каравансараја и ханова њене изгубљене прошлости. Мапе се помињу на скоро свакој страници: не само њихово прављење, већ и одлуке које њихово прављење подразумева, које земље покривају, а које изостављају.
Нурина прича о избеглиштву испреплетана је са фантастичном причом о другој младој жени, Равији, која бежи из свог сиријског села вековима раније. Тражећи легендарног картографа, Ал-Идрисија, она му се придружила као његов шегрт на дугом путовању. 
Аутор се током читавог романа труди да повеже, на живописан и хитан начин, Сирију и Сједињене Државе. И то је оно што Мапу соли и звезда чини важним, значајним и актуелним делом - показује колико међусобно могу бити повезана два наводно супротстављена света.Порука коју роман шаље јесте да многе наше приче су део једне веће, заједничке, део су једне исте веће мапе.

## Награде
Роман је номинован за Омиљену историјску фикцију читалаца (2018), и за Омиљеног дебитантског аутора читалаца (2018).